# Campionati mondiali maschili di sollevamento pesi 1990
I Campionati mondiali maschili di sollevamento pesi 1990, 63ª edizione della manifestazione, si svolsero a Budapest dal 10 al 18 novembre; precedentemente si tenne anche la 4ª edizione femminile dei campionati, che si svolsero in una sede diversa, a Sarajevo. Fu anche l'ultimo anno in cui i campionati mondiali maschili e femminili si disputarono separatamente, in sedi e periodi diversi.

## Titoli in palio
| Categoria            | Eventi         | Atleti |
| -------------------- | -------------- | ------ |
| Pesi mosca           | Fino a 52 kg   | 17     |
| Pesi gallo           | Fino a 56 kg   | 18     |
| Pesi piuma           | Fino a 60 kg   | 18     |
| Pesi leggeri         | Fino a 67.5 kg | 17     |
| Pesi medi            | Fino a 75 kg   | 25     |
| Pesi massimi leggeri | Fino a 82.5 kg | 19     |
| Pesi mediomassimi    | Fino a 90 kg   | 20     |
| Pesi massimi primi   | Fino a 100 kg  | 22     |
| Pesi massimi         | Fino a 110 kg  | 15     |
| Pesi supermassimi    | Oltre i 110 kg | 11     |

## Nazioni partecipanti
Le nazioni che hanno partecipato ai campionati furono 38 per un totale di 182 atleti partecipanti. Tra questi, la suddivisione continentale è la seguente: 114 atleti europei, 13 americani, 46 asiatici, 5 africani e 4 oceaniani. Tra parentesi i partecipanti per nazione.
- Algeria (5)
- Argentina (1)
- Australia (4)
- Austria (4)
- Bulgaria (10)
- Cecoslovacchia (6)
- Cina (10)
- Cipro (1)
- Corea del Nord (9)
- Corea del Sud (4)
- Danimarca (2)
- Finlandia (4)
- Francia (5)
- Germania (10)
- Giappone (7)
- Grecia (7)
- Indonesia (2)
- Israele (3)
- Italia (1)
- Jugoslavia (4)
- Libano (4)
- Lussemburgo (1)
- Mongolia (1)
- Paesi Bassi (1)
- Palestina (1)
- Polonia (7)
- Regno Unito (3)
- Romania (7)
- Singapore (1)
- Spagna (6)
- Stati Uniti (10)
- Svezia (2)
- Svizzera (2)
- Taipei cinese (5)
- Turchia (10)
- Ungheria (10)
- Unione Sovietica (10)
- Uruguay (2)

## Risultati
| Evento  | Oro                    | Oro      | Argento                | Argento  | Bronzo               | Bronzo   |
| 52 kg   | 52 kg                  | 52 kg    | 52 kg                  | 52 kg    | 52 kg                | 52 kg    |
| ------- | ---------------------- | -------- | ---------------------- | -------- | -------------------- | -------- |
| Strappo | Zhang Zairong          | 117,5 kg | Huang Xiliang          | 115,0 kg | Ivan Ivanov          | 115,0 kg |
| Slancio | Ivan Ivanov            | 150,0 kg | Kim Myong-sik          | 137,5 kg | Kim Jong-nam         | 137,5 kg |
| Totale  | Ivan Ivanov            | 265,0 kg | Huang Xiliang          | 250,0 kg | Zhang Zairong        | 247,5 kg |
| 56 kg   |                        |          |                        |          |                      |          |
| Strappo | Hafız Süleymanoğlu     | 132,5 kg | Liu Shoubin            | 130,0 kg | He Yingqiang         | 125,0 kg |
| Slancio | He Yingqiang           | 160,0 kg | Liu Shoubin            | 155,0 kg | Chun Byung-kwan      | 155,0 kg |
| Totale  | Liu Shoubin            | 285,0 kg | He Yingqiang           | 285,0 kg | Chun Byung-kwan      | 277,5 kg |
| 60 kg   |                        |          |                        |          |                      |          |
| Strappo | Kim Yong-su            | 135,0 kg | Li Jae-son             | 132,5 kg | Luo Jianming         | 130,0 kg |
| Slancio | Nikolaj Pešalov        | 170,0 kg | Kim Yong-su            | 160,0 kg | Luo Jianming         | 157,5 kg |
| Totale  | Nikolaj Pešalov        | 297,5 kg | Kim Yong-su            | 295,0 kg | Luo Jianming         | 287,5 kg |
| 67,5 kg |                        |          |                        |          |                      |          |
| Strappo | Kim Myong-nam          | 157,5 kg | Joto Jotov             | 152,5 kg | Valerij Jurov        | 150,0 kg |
| Slancio | Ri Hi-bong             | 185,0 kg | Kim Myong-nam          | 185,0 kg | Joto Jotov           | 180,0 kg |
| Totale  | Kim Myong-nam          | 342,5 kg | Joto Jotov             | 332,5 kg | Ri Hi-bong           | 330,0 kg |
| 75 kg   |                        |          |                        |          |                      |          |
| Strappo | Fёdor Kasapu           | 157,5 kg | Jordan Jordanov        | 155,0 kg | Jon Chol-ho          | 155,0 kg |
| Slancio | Fёdor Kasapu           | 202,5 kg | Andrei Socaci          | 190,0 kg | Vasil Vanev          | 187,5 kg |
| Totale  | Fёdor Kasapu           | 360,0 kg | Andrei Socaci          | 345,0 kg | Jordan Jordanov      | 342,5 kg |
| 82,5 kg |                        |          |                        |          |                      |          |
| Strappo | Altymyrat Orazdurdyýew | 172,5 kg | Sergej Li              | 167,5 kg | Kiril Kunev          | 165,0 kg |
| Slancio | Sergej Li              | 207,5 kg | Altymyrat Orazdurdyýew | 205,0 kg | Kiril Kunev          | 195,0 kg |
| Totale  | Altymyrat Orazdurdyýew | 377,5 kg | Sergej Li              | 375,0 kg | Kiril Kunev          | 360,0 kg |
| 90 kg   |                        |          |                        |          |                      |          |
| Strappo | Anatolij Chrapatyj     | 180,0 kg | Ivan Čakărov           | 177,5 kg | Kim Byung-chan       | 167,5 kg |
| Slancio | Anatolij Chrapatyj     | 217,5 kg | Ivan Čakărov           | 215,0 kg | Kim Byung-chan       | 205,0 kg |
| Totale  | Anatolij Chrapatyj     | 397,5 kg | Ivan Čakărov           | 392,5 kg | Kim Byung-chan       | 372,5 kg |
| 100 kg  |                        |          |                        |          |                      |          |
| Strappo | Nicu Vlad              | 192,5 kg | Sergej Kopytov         | 180,0 kg | Igor' Sadykov        | 177,5 kg |
| Slancio | Igor' Sadykov          | 222,5 kg | Sergej Kopytov         | 220,0 kg | Nicu Vlad            | 220,0 kg |
| Totale  | Nicu Vlad              | 412,5 kg | Igor' Sadykov          | 400,0 kg | Sergej Kopytov       | 400,0 kg |
| 110 kg  |                        |          |                        |          |                      |          |
| Strappo | Stefan Botev           | 200,0 kg | Pavlos Saltsidis       | 172,5 kg | Nail' Muchamed'jarov | 170,0 kg |
| Slancio | Stefan Botev           | 240,0 kg | Nail' Muchamed'jarov   | 220,0 kg | Pavlos Saltsidis     | 210,0 kg |
| Totale  | Stefan Botev           | 440,0 kg | Nail' Muchamed'jarov   | 390,0 kg | Pavlos Saltsidis     | 382,5 kg |
| +110 kg |                        |          |                        |          |                      |          |
| Strappo | Leonid Taranenko       | 195,0 kg | Artur Akoev            | 170,0 kg | Erdinç Aslan         | 167,5 kg |
| Slancio | Leonid Taranenko       | 255,0 kg | Artur Akoev            | 220,0 kg | Jiří Zubrický        | 215,0 kg |
| Totale  | Leonid Taranenko       | 450,0 kg | Artur Akoev            | 390,0 kg | Jiří Zubrický        | 380,0 kg |

## Medagliere

### Grandi (totale)
Riferito al totale dell'esercizio: 8 nazioni sono entrate nel medagliere.
| Posiz. | Nazione          | Oro | Argento | Bronzo | Totale |
| ------ | ---------------- | --- | ------- | ------ | ------ |
| 1      | Unione Sovietica | 4   | 4       | 1      | 9      |
| 2      | Bulgaria         | 3   | 2       | 2      | 7      |
| 3      | Cina             | 1   | 2       | 2      | 5      |
| 4      | Corea del Nord   | 1   | 1       | 1      | 3      |
| 5      | Romania          | 1   | 1       | 0      | 2      |
| 6      | Corea del Sud    | 0   | 0       | 2      | 2      |
| 7      | Cecoslovacchia   | 0   | 0       | 1      | 1      |
| 7      | Grecia           | 0   | 0       | 1      | 1      |
| Totale | Totale           | 10  | 10      | 10     | 30     |

### Grandi (totale) e Piccole (Strappo e Slancio)
Riferito al totale dell'esercizio e delle due specialità: 9 nazioni sono entrate nel medagliere.
| Posiz. | Nazione          | Oro | Argento | Bronzo | Totale |
| ------ | ---------------- | --- | ------- | ------ | ------ |
| 1      | Unione Sovietica | 13  | 11      | 4      | 28     |
| 2      | Bulgaria         | 7   | 6       | 7      | 20     |
| 3      | Corea del Nord   | 4   | 5       | 6      | 15     |
| 4      | Cina             | 3   | 5       | 5      | 13     |
| 5      | Romania          | 2   | 2       | 1      | 5      |
| 6      | Turchia          | 1   | 0       | 1      | 2      |
| 7      | Grecia           | 0   | 1       | 2      | 3      |
| 8      | Cecoslovacchia   | 0   | 0       | 2      | 2      |
| 8      | Corea del Sud    | 0   | 0       | 2      | 2      |
| Totale | Totale           | 30  | 30      | 30     | 90     |

## Nazioni partecipanti unificato
Di seguito si riportano le nazioni partecipanti unificate delle due edizioni separate. Complessivamente, alle edizioni parteciparono 291 tra atleti e atlete in rappresentanza di 45 nazioni.
- Algeria (5)
- Argentina (1)
- Australia (6)
- Austria (6)
- Bulgaria (17)
- Canada (4)
- Cecoslovacchia (6)
- Cina (19)
- Cipro (1)
- Colombia (2)
- Corea del Nord (17)
- Corea del Sud (9)
- Danimarca (2)
- Finlandia (4)
- Francia (7)
- Germania (10)
- Germania Est (1)[5]
- Giappone (13)
- Grecia (16)
- Indonesia (9)
- Israele (4)
- Italia (5)
- Jugoslavia (6)
- Libano (4)
- Lussemburgo (1)
- Messico (2)
- Mongolia (1)
- Norvegia (1)
- Paesi Bassi (1)
- Palestina (1)
- Polonia (7)
- Portogallo (2)
- Regno Unito (7)
- Romania (7)
- Singapore (1)
- Spagna (10)
- Stati Uniti (19)
- Svezia (2)
- Svizzera (2)
- Taipei cinese (14)
- Thailandia (3)
- Turchia (10)
- Ungheria (14)
- Unione Sovietica (10)
- Uruguay (2)

## Medagliere unificato
Di seguito si riporta il medagliere unificato delle due edizioni separate.

### Grandi (totale) unificato
Riferito al totale dell'esercizio: 15 nazioni sono entrate nel medagliere.
| Posiz. | Nazione          | Oro | Argento | Bronzo | Totale |
| ------ | ---------------- | --- | ------- | ------ | ------ |
| 1      | Cina             | 7   | 4       | 2      | 13     |
| 2      | Bulgaria         | 4   | 4       | 5      | 13     |
| 3      | Unione Sovietica | 4   | 4       | 1      | 9      |
| 4      | Corea del Nord   | 1   | 1       | 2      | 4      |
| 5      | Romania          | 1   | 1       | 0      | 2      |
| 6      | Grecia           | 1   | 0       | 1      | 2      |
| 7      | Colombia         | 1   | 0       | 0      | 1      |
| 8      | Giappone         | 0   | 2       | 0      | 2      |
| 9      | Corea del Sud    | 0   | 1       | 3      | 4      |
| 10     | Taipei cinese    | 0   | 1       | 1      | 2      |
| 11     | Stati Uniti      | 0   | 1       | 0      | 1      |
| 12     | Cecoslovacchia   | 0   | 0       | 1      | 1      |
| 12     | Indonesia        | 0   | 0       | 1      | 1      |
| 12     | Regno Unito      | 0   | 0       | 1      | 1      |
| 12     | Ungheria         | 0   | 0       | 1      | 1      |
| Totale | Totale           | 19  | 19      | 19     | 57     |

### Grandi (totale) e Piccole (Strappo e Slancio) unificato
Riferito al totale dell'esercizio e delle due specialità: 16 nazioni sono entrate nel medagliere.
| Posiz. | Nazione          | Oro | Argento | Bronzo | Totale |
| ------ | ---------------- | --- | ------- | ------ | ------ |
| 1      | Cina             | 20  | 12      | 5      | 37     |
| 2      | Unione Sovietica | 13  | 11      | 4      | 28     |
| 3      | Bulgaria         | 10  | 12      | 14     | 36     |
| 4      | Corea del Nord   | 4   | 6       | 5      | 15     |
| 5      | Grecia           | 3   | 1       | 2      | 6      |
| 6      | Colombia         | 3   | 0       | 0      | 3      |
| 7      | Romania          | 2   | 2       | 1      | 5      |
| 8      | Stati Uniti      | 1   | 2       | 0      | 3      |
| 9      | Turchia          | 1   | 0       | 1      | 2      |
| 10     | Giappone         | 0   | 6       | 0      | 6      |
| 11     | Taipei cinese    | 0   | 3       | 3      | 6      |
| 12     | Corea del Sud    | 0   | 2       | 10     | 12     |
| 13     | Indonesia        | 0   | 0       | 4      | 4      |
| 14     | Regno Unito      | 0   | 0       | 3      | 3      |
| 14     | Ungheria         | 0   | 0       | 3      | 3      |
| 16     | Cecoslovacchia   | 0   | 0       | 2      | 2      |
| Totale | Totale           | 57  | 57      | 57     | 171    |